# Настоящие червяги
Настоящие червяги, или бесхвостые червяги, или цецилии (лат. Caeciliidae), — семейство безногих земноводных (Gymnophiona). Внешне похожи на крупных дождевых червей (отсюда название). Встречаются в тропиках Африки, Азии и Америки.
Живут в почве или древесной трухе, иногда в муравейниках и термитниках. В отличие от большинства земноводных, настоящие червяги не привязаны к водоёмам, поскольку откладывают яйца в почве. Для увлажнения яиц родитель обвивает кладку, обильно смачивая её слизью. У них червеобразное, цилиндрическое тело, слегка сплюснутое в спинно-брюшном направлении. Кожа голая, обильно снабжена многочисленными слизистыми железами. Сверху тело поделено на множество поперечных колец, по внешнему виду напоминающих сегменты дождевых червей.

## Общая характеристика
Семейство включает 96 видов, распространенных в Южной и Центральной Америке, Африке, Азии. Ведут подземный роющий образ жизни. Они характеризуются мелкими округлыми чешуйками в коже, скрытыми под кожей глазами, двумя рядами зубов на нижней челюсти, чешуйчатая и теменная кости черепа соприкасаются, клапанообразное щупальце располагается под ноздрёй. Осевой скелет состоит из двояковогнутых позвонков, у настоящих червяг увеличивается число грудных и поясничных позвонков, имеются рёбра, отсутствует крестец. Кожа голая, слизистая. Почти редуцированы глаза, но обострены обоняние и чувство осязания. Изменилось строение среднего уха: отсутствует барабанная перепонка, стремечко срастается с квадратной костью. Левое лёгкое редуцировано, как у змей.
Оплодотворение внутреннее. Личинка дышит жабрами, которые потом исчезают.
Крупнейший представитель семейства — исполинская червяга (Caecilia thompsoni), достигающая в длину 117 см. Водится в Колумбии на высоте до 1150 м над уровнем моря.

## Происхождение
Настоящие червяги, по предложению С. В. Савельева, имеют отдельное от настоящих амфибий эволюционное происхождение, так как не имеют в мозгу даже рудимента зоны мозга, отвечающей за управление конечностями. Существует также мнение, что червяги являются сестринской группой к ветке, объединяющей хвостатых и бесхвостых амфибий, и на определённой эволюционной стадии несомненно имели конечности.